# Tour de l’Avenir 1961
Die Tour de l’Avenir 1961 war ein Wettbewerb im Straßenradsport in Frankreich, der als Etappenrennen ausgetragen wurde.

## Geschichte
Das Rennen war die 1. Austragung der Tour de l’Avenir und fand vom 2. bis 16. Juli statt. Es gab einen Ruhetag und ein Einzelzeitfahren. Neben der Gesamteinzelwertung wurden eine Mannschaftswertung und die Bergwertung ausgefahren. Das Etappenrennen für Amateure führte über 14 Etappen vom Startort Saint Etienne ins Ziel nach Paris. Auch Unabhängige waren zum Start zugelassen. Die Tour de l’Avenir 1961 startete eine Woche nach der Tour de France und folgte im Süden Frankreichs in weiten Teilen dem Etappenverlauf der Tour de France.
Die Strecke führte vom Startort Saint-Étienne über die Alpen mit einem Abstecher nach Turin, weiter zur Mittelmeerküste, in die Pyrenäen und durch das südwestliche Frankreich zum Ziel in Paris.

## Teilnehmer
Am Start waren 16 Mannschaften mit jeweils 8 Fahrern. Frankreich war mit zwei Teams vertreten. Dazu kamen Mannschaften aus Belgien, Deutschland, Italien, den Niederlanden, Luxemburg, Großbritannien, der Schweiz, Spanien, Jugoslawien, Polen, Marokko, Kanada, Uruguay und eine gemischte Mannschaft aus mit Fahrern aus Skandinavien, den USA, Australien und dem Libanon.
Von den 128 Radrennfahrern erreichten 77 das Ziel.

## Rennverlauf
Die Rundfahrt wurde von den Fahrern aus Italien und Spanien dominiert. Francisco Gabica übernahm nach der 3. Etappe die Führung und konnte das Trikot des Spitzenreiters bis zur 8. Etappe verteidigen. Mit seinem Sieg auf der 9. Etappe, die in den Pyrenäen über den Col des Ares, den Col du Portillon zur Skistation Superbagnères führte, konnte De Rosso seinem Rivalen Gabica mehr als zweieinhalb Minuten abnehmen und die Führung in der Rundfahrt übernehmen. Die italienische Mannschaft verteidigte De Rossos Führung bis ins Ziel nach Paris. Obwohl Bernard Beaufrère auf der 10. Etappe die Bergwertungen am Col du Tourmalet und am Col d’Aubisque gewann, wurde er in der Bergwertung nur Zweiter hinter Giorgio Zancanaro, der drei Bergwertungen in den Alpen gewonnen hatte.

### Die Etappen
1. Etappe Saint-Étienne – Saint-Étienne 145,5 km
Sieger: Jean-Claude Lebaube
2. Etappe Bourg-Argental – Grenoble 146,5 km
Sieger: Alan Ramsbottom
3. Etappe Saint-Jean-de-Maurienne – Turin 151,5 km
Sieger: Emilio Cruz
4. Etappe Lurisia – Antibes 168,5 km
Sieger: Rogelio Hernández
5. Etappe Antibes – Aix 199 km
Sieger: Guido De Rosso
6. Etappe Montpellier – Montpellier 151 km
Sieger: Giorgio Zancanaro
7. Etappe Montpellier – Perpignan 174 km
Sieger: Giovanni Santini
8. Etappe Perpignan – Toulouse 206 km
Sieger: Gilberto Vendemiati
9. Etappe Saint-Gaudens – Superbagnères 150,5 km
Sieger: Guido De Rosso
10. Etappe Bagnères-de-Bigorre – Pau 150 km
Sieger: Bruno Fantinato
11. Etappe Mont-de-Marsan – Bordeaux 129,5 km
Sieger: Antoon Steyaert
12. Etappe Limoges – Limoges 42 km (Einzelzeitfahren)
Sieger: Erwin Jaisli
13. Etappe Limoges – Tours 204 km
Sieger: Jan Janssen
14. Etappe Blois – Paris 191 km
Sieger: Sylvain Henckaerts

## Ergebnisse
|      | Fahrer                  | Land                         | Zeit              |
| ---- | ----------------------- | ---------------------------- | ----------------- |
| 01.  | Guido De Rosso          | Italien                      | 59:58:23 h        |
| 02.  | Francisco Gabica        | Spanien                      | + 0:38 Minuten    |
| 03.  | Albert Van D’Huynslager | Belgien                      | + 10:04 Minuten   |
| 04.  | Karl-Heinz Kunde        | Deutschland                  | + 11:03 Minuten   |
| 05.  | Ivan Levačić            | Jugoslawien                  | + 11:57 Minuten   |
| 06.  | Alban Cauvet            | Frankreich                   | + 13:46 Minuten   |
| 07.  | Emilio Cruz             | Spanien                      | + 13:51 Minuten   |
| 08.  | Erwin Jaisli            | Schweiz                      | + 15:03 Minuten   |
| 09.  | Jan Janssen             | Niederlande                  | + 15:30 Minuten   |
| 010. | José Carlos Sousa       | Portugal                     | + 16:10 Minuten   |
| 011. | Józef Gawliczek         | Polen                        | + 16:16 Minuten   |
| 017. | Alan Ramsbottom         | Großbritannien               | + 24:23 Minuten   |
| 021. | Gösta Pettersson        | Schweden (Team Skandinavien) | + 25:55 Minuten   |
| 025. | Arnold Grassini         | Luxemburg                    | + 39:49 Minuten   |
| 031. | Vagn Bangsborg          | Dänemark (Team Skandinavien) | + 48:43 Minuten   |
| 052. | Ricardo Vázquez         | Uruguay                      | + 1:38:14 Minuten |
| 064. | Unto Hautalahti         | Finnland                     | + 2:18:42 Minuten |
| 072. | Abdallah Lahoucine      | Marokko                      | + 2:54:05 Minuten |
| 0 …  |                         |                              |                   |

Die Bergwertung gewann Giorgio Zancanaro vor Bernard Beaufrère und Karl-Heinz Kunde.
Sieger der Mannschaftswertung wurde Spanien vor Italien und Belgien. In der Mannschaftswertung übernahm Spanien auf der 2. Etappe die Führung und gewann diese Wertung.